# Рада Волшанинова
Рада Волшанинова (настоящее имя Бронислава Александровна Золоторёва; род. 1936, Москва) — советская исполнительница цыганских песен и романсов, актриса, представительница цыганской артистической династии Золотарёвых.

## Биография
Рада Волшанинова родилась и выросла в Москве. Окончила среднюю школу, пыталась поступить в театральное училище, но не прошла. Работала корректором в газете «Правда» и параллельно занималась в театре-студии Докутовича.
Карьеру певицы начала в 1957 году, приняв приглашение поучаствовать в гастролях цыганского ансамбля Волшаниновых. Подметив своё сходство с актрисой Лолитой Торрес, Рада сделала причёску, как у Торрес в популярном тогда фильме «Возраст любви», выучила несколько испанских песен и выступала с ними. В таком имидже она поначалу и полюбилась зрителю.
В ансамбле Рада познакомилась с Николаем Волшаниновым, использовавшим для выступлений образ Бродяги Раджа Капура, и вскоре вышла за него замуж. Дочь от брака — Нелли Волшанинова (Казанчеева; род. 1959, актриса).
Одно время также исполняла джаз в ансамбле Шико Аранова в Кишинёве.
В 1961 году была приглашена работать в театр «Ромэн» исполнительницей заглавной роли в пьесе «Цыганка Аза». Работала потом в театре много лет.
Как певица, много гастролировала по стране и за рубежом.
С 1982 по 1999 год — солистка Москонцерта.
В настоящее время живёт в Майами (США), выступает с ансамблем «VIA Romen».

## Фильмография
- Трефовый король (1964) — Стеша Чепурная
- Желаем успеха (1967) — цыганская певица
- «Улыбнись соседу» (1968), музыкальная новогодняя кинокомедия
- Табор уходит в небо (1976) — одна из цыганок
- Опасные гастроли (1969) — Грановская
- Братья Карамазовы (1969) — цыганская певица

В фильме Тиграна Кеосаяна «Заяц над бездной» (2006) роль самой Рады исполнила актриса Алёна Хмельницкая.